# Les Saisons (série télévisée)
Pour les articles homonymes, voir Les Saisons.
Production
Diffusion
Les Saisons est une série télévisée française réalisée par Nicolas Maury d'après un scénario de Hélène Duchateau et Nicolas Maury.
Cette romance est une coproduction de Windy Production et Arte.

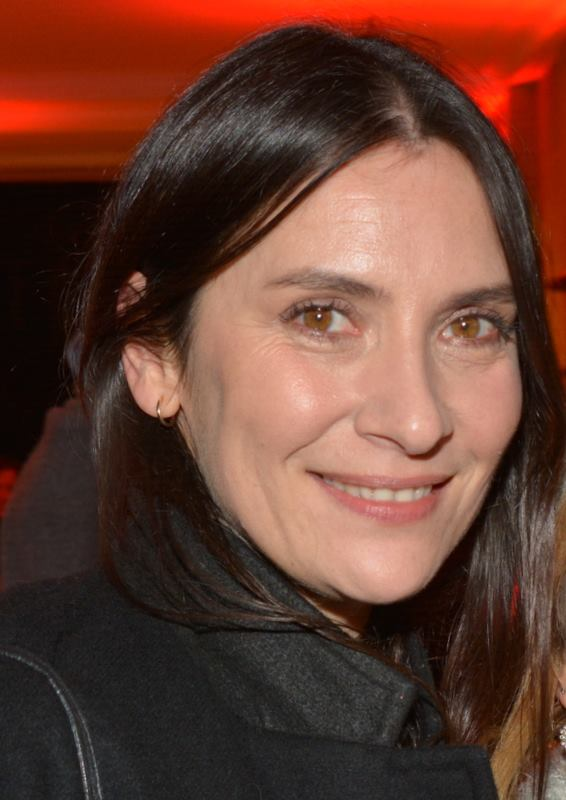
Géraldine Pailhas.

## Distribution
- Stéphane Caillard : Camille
- Lucas Bravo : Alexandre
- Abraham Wapler : Martin
- Géraldine Pailhas : Suzanne
- Nicolas Maury : Massimo
- Martine Chevallier : Mado
- Pauline Parigot : Léna
- Marysole Fertard.

## Production

### Genèse et développement
Au Festival de la fiction TV de La Rochelle 2024, Arte annonce Les Saisons, la première série réalisée par Nicolas Maury.
La série est créée par Hélène Duchateau, co-écrite par Nicolas Maury, et réalisée par ce dernier,,.
Il s'agit de la première œuvre de Nicolas Maury pour la télévision en tant que réalisateur,,,.
La production est assurée par Carole Lambert, qui dit du réalisateur Nicolas Maury : « J'avais vraiment envie d'un regard d'auteur et j'adorais le travail de Nicolas. Je trouve que c'est un acteur extrêmement généreux, hypercréatif. Et ce qu'il avait fait sur Garçon Chiffon alliait la créativité de son jeu avec la créativité d'un metteur en scène. ».
Pour l'acteur Lucas Bravo, Nicolas Maury « a une sensibilité, une appréhension exacerbée de l’autre et du monde, une vision précise et particulière de ce qui nous sépare inéluctablement et de ce qui nous lie. ».

### Tournage
Le tournage de la série a lieu à partir du 7 octobre et jusqu'au mois de novembre 2024 sur la Corniche vendéenne à Saint-Gilles-Croix-de-Vie et à Saint-Hilaire-de-Riez dans le département de la Vendée en région Pays de la Loire,,.
Des scènes sont tournées sur le port de pêche, à la Villa Notre-Dame, à la plage de Boisvinet et sur la grande plage à Saint-Gilles-Croix-de-Vie, à l'Hôtel Frédéric, à la plage des Cinq Pineaux et à la plage de Sion à Saint-Hilaire-de-Riez, ainsi que dans une maison de maître à Carqueiranne,,.

### Fiche technique
Sauf indication contraire, les informations mentionnées dans cette section peuvent être confirmées par les bases de données cinématographiques  présentes dans la section « Liens externes ».
- Titre français : Les saisons
- Genre : Romance
- Production : Carole Lambert
- Sociétés de production : Windy Production et Arte
- Réalisation : Nicolas Maury[1],[2],[5],[3],[4]
- Scénario : Hélène Duchateau et Nicolas Maury[1],[2],[7],[3],[4]
- Musique : Adrien Galo[1],[2],[7],[3],[4]
- Pays de production :  France
- Langue originale : français
- Format : couleur
- Nombre de saisons : 1
- Nombre d'épisodes : 4
- Durée : 52 minutes
- Dates de première diffusion : fin 2025 sur Arte[3]